# 朴次茅斯 (俄亥俄州)
朴次茅斯（英語：Portsmouth）位于美国俄亥俄州南部，是赛欧托县的一座城市。

## 友好城市
- 英国 大科比（英语：Great Corby）
- 墨西哥 奥里萨巴
- 德国 齐陶